# Wojciech Szeląg
Wojciech Szeląg (ur. 25 kwietnia 1967 w Gdańsku) – polski dziennikarz i prezenter telewizyjny związany z Polsatem, Interią i TVP Info.

## Życiorys
Z wykształcenia historyk, absolwent Uniwersytetu Gdańskiego. 
Zadebiutował w lokalnym programie informacyjnym Panorama w TVP Gdańsk. W latach 1993–2021 pracował w Telewizji Polsat. Współtwórca, wydawca i prowadzący jej pierwszy program informacyjny Informacje (1993–2004). Współtwórca programów ekonomicznych emitowanych na antenach Polsatu, Polsat News i Polsat Biznes (wcześniej TV Biznes). W latach 2014–2015 prowadził program Wydarzenia w Polsacie. W latach 2014–2015 zasiadał w kapitule Nagrody Gospodarczej Prezydenta RP. W latach 2014–2016 prowadził program Tak czy nie w Polsat News. Od 2018 prowadził programy Biznes Informacje i Newstelegraf w Polsat News. W latach 1998–2002 oraz 2009–2017 był członkiem Rady Nadzorczej Polskiej Agencji Prasowej. W latach 2021–2024 pracował w Interii (Grupa Polsat). 5 stycznia 2024 rozpoczął współpracę z Telewizją Polską, gdzie na antenie TVP Info prowadzi program Kontrapunkt, a od 18 września 2024 na antenie TVP Historia – Fake czy historia? oraz program Flesz historii (ten drugi na zmianę z Moniką Białek).

## Życie prywatne
Ojciec trzech synów.

## Filmografia
- 2015: Pakt, odc. 2 i 6[14]